# Rudolf Vatinyan
Rudolf Vatinyan (en arménien : Ռուդոլֆ Վաթինյան ; Dilidjan, 12 mai 1941 - 2 janvier 2021) est un directeur de la photographie arménien.